# Lycaenopsis dorothiana
Lycaenopsis dorothiana är en fjärilsart som beskrevs av Lindsay Dixon Pryor och Cator 1894. Lycaenopsis dorothiana ingår i släktet Lycaenopsis och familjen juvelvingar. Inga underarter finns listade i Catalogue of Life.